# Gerrie Slot
Gerrit "Gerrie" Slot (Alkmaar, 23 mei 1954) is een Nederlands voormalig wielrenner en baanwielrenner. Hoewel hij meerdere malen ereplaatsen behaalde bij de Nederlandse kampioenschappen baanwielrennen voor amateurs heeft hij nooit onder contract gereden. In 1979 werd hij kampioen op de puntenkoers.
Slot deed namens Nederland mee aan de Olympische Spelen van 1976 in Montreal (Canada) op de ploegenachtervolging, samen met Herman Ponsteen, Peter Nieuwenhuis en Gerrit Möhlmann. Ze werden uitgeschakeld in de kwartfinale, waardoor ze hun vijfde plaats deelden met Polen, Tsjechoslowakije en Italië. Slot woonde samen met Maritzka van der Linden.

## Overwinningen
1979
- Nederlands kampioen baanwielrennen puntenkoers, Amateurs

## Grote rondes
Geen